# Сюзън Шваб
Сюзън Шваб (на английски: Susan Schwab; р. 23 март 1955 г. във Вашингтон, САЩ) е американски политик от Републиканската партия, 15-и търговски представител на САЩ и наследник на Роб Портман на този пост от 8 юни 2006 до януари 2009 г.
Живее в Анаполис в щата Мериленд. Завършва политическа икономия в колежа „Уилямс“, специализира политика на развитието в „Станфорд“ и публична администрация и международен бизнес в „Джордж Вашингтон“.